# Bruno Fernandes (ur. 1994)
Bruno Miguel Borges Fernandes (ur. 8 września 1994 w Mai) – portugalski piłkarz, występujący na pozycji pomocnika w Manchesterze United, gdzie pełni funkcję kapitana drużyny. Reprezentant Portugalii. Uczestnik Mistrzostw Świata 2018, 2022 oraz Mistrzostw Europy 2021, 2024.

## Kariera klubowa
Karierę piłkarską rozpoczynał w Boaviście FC, gdzie spędził większość swojej juniorskiej kariery. 27 sierpnia 2012 przeniósł się do Włoch, gdzie podpisał kontrakt z Novarą Calcio. Po zaledwie kilku tygodniach treningów z zespołami młodzieżowymi, Fernandes został włączony do kadry pierwszej drużyny. Ostatecznie wystąpił w ponad połowie wszystkich ligowych spotkań, zajmując z klubem piąte miejsce w Serie B i awansując z nim do playoffów o awans do ekstraklasy.
Latem 2013 Fernandes został zawodnikiem Udinese Calcio, dokąd trafił na zasadzie współwłasności. 3 listopada zadebiutował w Serie A podczas przegranego 0:3 meczu z Interem Mediolan. Pierwszą bramkę dla klubu Fernandes zdobył 7 grudnia 2013 roku podczas zremisowanego 3:3 spotkania z SSC Napoli i powtórzył ten wyczyn w zremisowanym 1:1 meczu kolejki rewanżowej. Ostatecznie 30 stycznia 2014 Udinese nabyło pełnię praw do jego karty zawodniczej.
29 stycznia 2020 Manchester United ogłosił, że doszedł do porozumienia ze Sportingiem w sprawie transferu Fernandesa. 30 stycznia 2020 roku podpisał 5,5-letni kontrakt z opcją przedłużenia o kolejny rok z Manchesterem United. W nowym klubie zadebiutował 1 lutego 2020 w zremisowanym 0:0 meczu przeciwko Wolverhampton Wanderers, rozgrywając całe spotkanie. Swoją pierwszą bramkę dla Manchesteru United strzelił 23 lutego 2020 roku w wygranym 3:0 meczu przeciwko Watford. 2 grudnia 2021 roku Bruno rozegrał swój setny mecz w barwach Manchesteru United przeciwko Arsenalowi gdzie zdobył bramkę na 1:1, ostatecznie mecz skończył się wynikiem 3:2 dla Manchesteru United. 20 lipca 2023 roku Manchester United wydał komunikat w którym poinformował, że portugalski pomocnik zostanie nowym kapitanem drużyny. 

## Statystyki klubowe
(aktualne na 17 sierpnia 2025)
| Klub                | Sezon              | Liga               | Liga  | Liga   | Puchar kraju | Puchar kraju | Puchar ligi | Puchar ligi | Europa | Europa | Inne  | Inne   | Suma  | Suma   |
| Klub                | Sezon              | Liga               | Mecze | Bramki | Mecze        | Bramki       | Mecze       | Bramki      | Mecze  | Bramki | Mecze | Bramki | Mecze | Bramki |
| ------------------- | ------------------ | ------------------ | ----- | ------ | ------------ | ------------ | ----------- | ----------- | ------ | ------ | ----- | ------ | ----- | ------ |
| Novara Calcio       | 2012/13            | Serie B            | 23    | 4      | 0            | 0            | –           | –           | –      | –      | –     | –      | 23    | 4      |
| Udinese Calcio      | 2013/14            | Serie A            | 24    | 4      | 4            | 0            | –           | –           | –      | –      | –     | –      | 28    | 4      |
| Udinese Calcio      | 2014/15            | Serie A            | 31    | 3      | 3            | 1            | –           | –           | –      | –      | –     | –      | 34    | 4      |
| Udinese Calcio      | 2015/16            | Serie A            | 31    | 3      | 2            | 0            | –           | –           | –      | –      | –     | –      | 33    | 3      |
| UC Sampdoria (wyp.) | 2016/17            | Serie A            | 33    | 5      | 2            | 0            | –           | –           | –      | –      | –     | –      | 35    | 5      |
| UC Sampdoria        | 2017/18            | Serie A            | 0     | 0      | 0            | 0            | –           | –           | –      | –      | –     | –      | 0     | 0      |
| Sporting CP         | 2017/18            | Primeira Liga      | 33    | 11     | 5            | 1            | 4           | 0           | 14     | 4      | –     | –      | 56    | 16     |
| Sporting CP         | 2018/19            | Primeira Liga      | 33    | 20     | 7            | 7            | 5           | 3           | 8      | 3      | –     | –      | 53    | 33     |
| Sporting CP         | 2019/20            | Primeira Liga      | 17    | 8      | 1            | 0            | 4           | 2           | 5      | 5      | 1     | 0      | 28    | 15     |
| Manchester United   | 2019/20            | Premier League     | 14    | 8      | 3            | 1            | 0           | 0           | 5      | 3      | –     | –      | 22    | 12     |
| Manchester United   | 2020/21            | Premier League     | 37    | 18     | 3            | 1            | 3           | 0           | 15     | 9      | –     | –      | 58    | 28     |
| Manchester United   | 2021/22            | Premier League     | 36    | 10     | 2            | 0            | 1           | 0           | 7      | 0      | –     | –      | 46    | 10     |
| Manchester United   | 2022/23            | Premier League     | 37    | 8      | 6            | 3            | 5           | 2           | 11     | 1      | –     | –      | 59    | 14     |
| Manchester United   | 2023/24            | Premier League     | 35    | 10     | 6            | 3            | 1           | 0           | 6      | 2      | –     | –      | 48    | 15     |
| Manchester United   | 2024/25            | Premier League     | 36    | 8      | 3            | 2            | 3           | 2           | 14     | 7      | 1     | 0      | 57    | 19     |
| Manchester United   | 2025/26            | Premier League     | 1     | 0      | 0            | 0            | 0           | 0           | –      | –      | –     | –      | 1     | 0      |
| Ogólnie w karierze  | Ogólnie w karierze | Ogólnie w karierze | 421   | 120    | 47           | 19           | 26          | 9           | 85     | 34     | 2     | 0      | 581   | 182    |

## Sukcesy

### Sporting CP
- Puchar Portugalii: 2018/2019
- Puchar Ligi Portugalskiej: 2017/2018, 2018/2019

### Manchester United
- Puchar Anglii: 2023/2024
- Puchar Ligi: 2022/2023

### Portugalia
Liga Narodów UEFA
- Mistrzostwo: 2018/2019, 2024/2025